# Elena Kratter
Elena Kratter, née le 5 juillet 1996 à Saint-Gall, est une athlète handisport suisse spécialiste du saut en longueur T63 pour les athlètes ayant subi une amputation d'un membre inférieur. Avant de faire de l'athlétisme, elle fait du ski alpin au niveau international.

## Carrière
Elena Kratter et sa sœur jumelle sont née prématurée et celle-ci a du subir une amputation peu après sa naissance à cause de son système cardiovasculaire faible.
Avant de faire de l'athlétisme, elle fait du ski alpin et participe aux championnats du monde 2019 où elle termine 10e en slalom debout. Là, elle se blesse au niveau du genou et se tourne vers le l'athlétisme.
Pour ses premiers Jeux paralympiques en 2021, elle remporte une médaille de bronze en saut en longueur en battant son record personnel, avec un saut à 5,01 m. Elle est devancée par l'Australienne Vanessa Low (5,28 m) et l'Italienne Martina Caironi (5,14 m). Elle participe également au 100 m T63 où elle termine 5e en 15 s 07.

## Palmarès

### Jeux paralympiques
- Jeux paralympiques d'été de 2020 à Tokyo :
  -  saut en longueur T63